# Ivo Mršnik

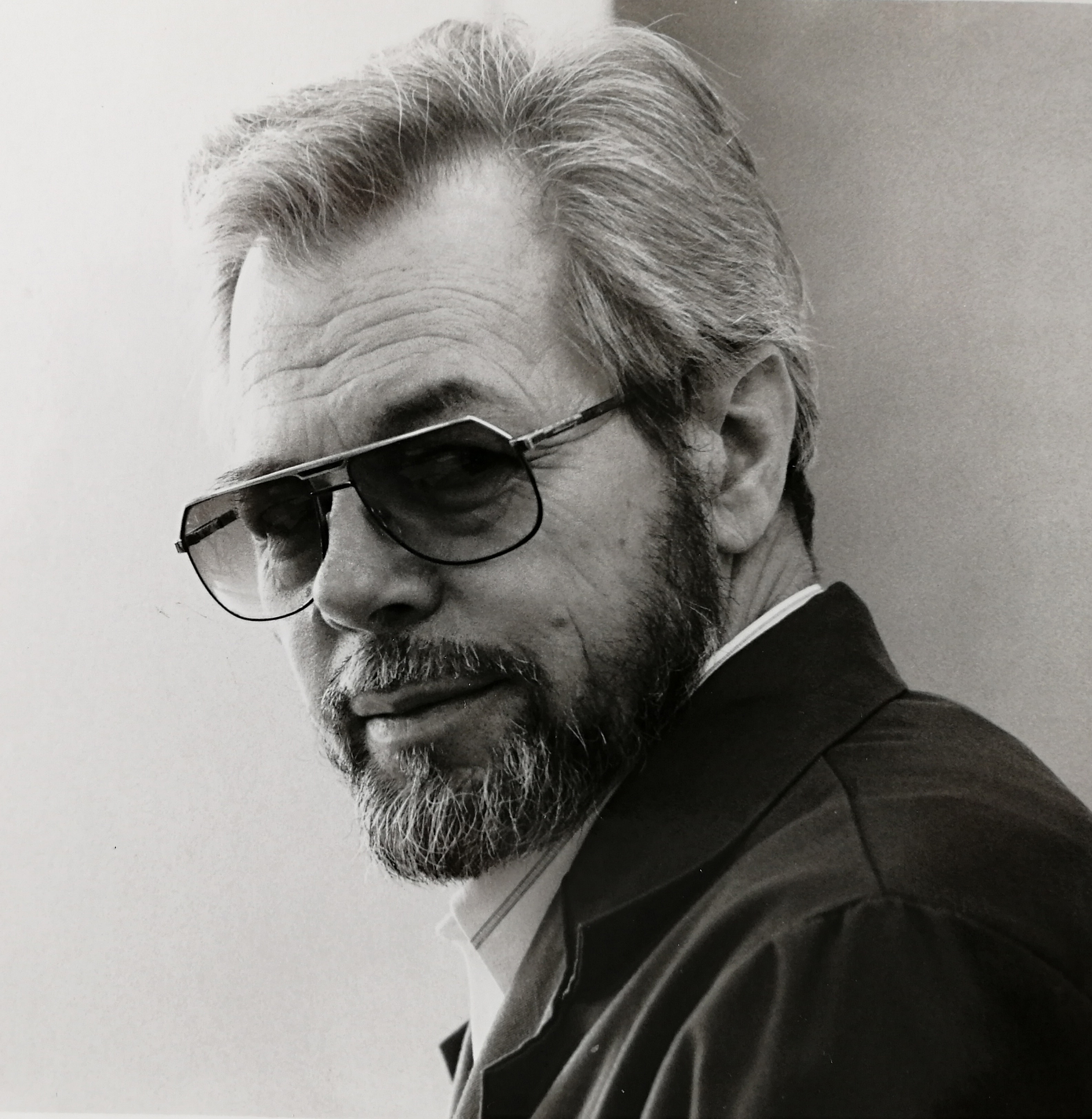
Ivo Mršnik

Ivo Mršnik (Fontana del Conte, 20 giugno 1939) è un pittore e grafico sloveno.

## Biografia e attività artistica
Nel 1968 si è laureato presso il dipartimento di pittura dell'Accademia di Belle Arti di Lubiana, Slovenia.
Dal 1978 lavora presso la Facoltà di Educazione di Lubiana, dal 1998 come professore a tempo pieno di disegno e grafica con metodologia.
Già negli anni '70, Ivo Mršnik ha creato un'interessante opera concettualmente basata su disegni quasi fotorealistici. In seguito, attraverso una serie di grandi ritratti, il suo disegno si ridusse a uno specifico minimalismo riconoscibile e attuale nel panorama artistico sloveno.
Ivo Mršnik è uno dei più importanti pittori e grafici sloveni. Ha creato numerose opere artistiche, in particolare nella grafica, un'opera che ha il suo significato persuasivo non solo in Slovenia ma anche all'estero. I suoi fogli grafici fanno parte di importanti collezioni quali:Albertina, Museum Collection, Vienna, Austria, National Fund for Contemporary Art (FNAC), Parigi.
Lo stile sofisticato e intimo rivela un'immensa sottigliezza emotiva e intellettuale.

## Mostre
Ha tenuto numerose mostre personali, principalmente in importanti gallerie a Lubiana, Kranj, Gorizia, Škofja Loka, Capodistria.
Ha partecipato a più di cento mostre collettive in molti centri d'arte mondiali.

## Riconoscimenti
- 1969 - Premio Preseren per la pittura (per studenti)
- 1986 - diploma d'oro, 5ª mostra di disegni jugoslavi, Tuzla Bosnia ed Erzegovina
- 1986 - premio di riscatto, 5ª mostra di disegni jugoslavi, Tuzla (Bosnia ed Erzegovina)
- 1992 - Seconda Biennale della Grafica Slovena, Novo Mesto (Slovenia) premio per la grafica, Novo Mesto (Slovenia)
- 1992 - Selezione di opere grafiche per Albertina, Museum Collection, Vienna, Austria
- 1992 - Selezione di opere grafiche per il Fonds Nation al d'Art Contemporain (FNAC), Parigi
- 1993 - 1º Premio per la grafica Ostblick – Westblick, Graz Austria
- 1993 - premio di redenzione, opere grafiche in miniatura, Maribor
- 2013 - ZDSLU (Associazione degli artisti visivi sloveni). Premio alla carriera
- 2017 - 1º premio al 7° Mixed Media Exhibition, Lesedra, Bulgaria
- 2018 - Premio alla carriera Ivana Kobilca.
- 2021 - Special Award for Contribution to World Graphic Art - 10th International Graphic Triennial Bitola - IGT Bitola, Macedonia